# アメリカ合衆国憲法修正第14条

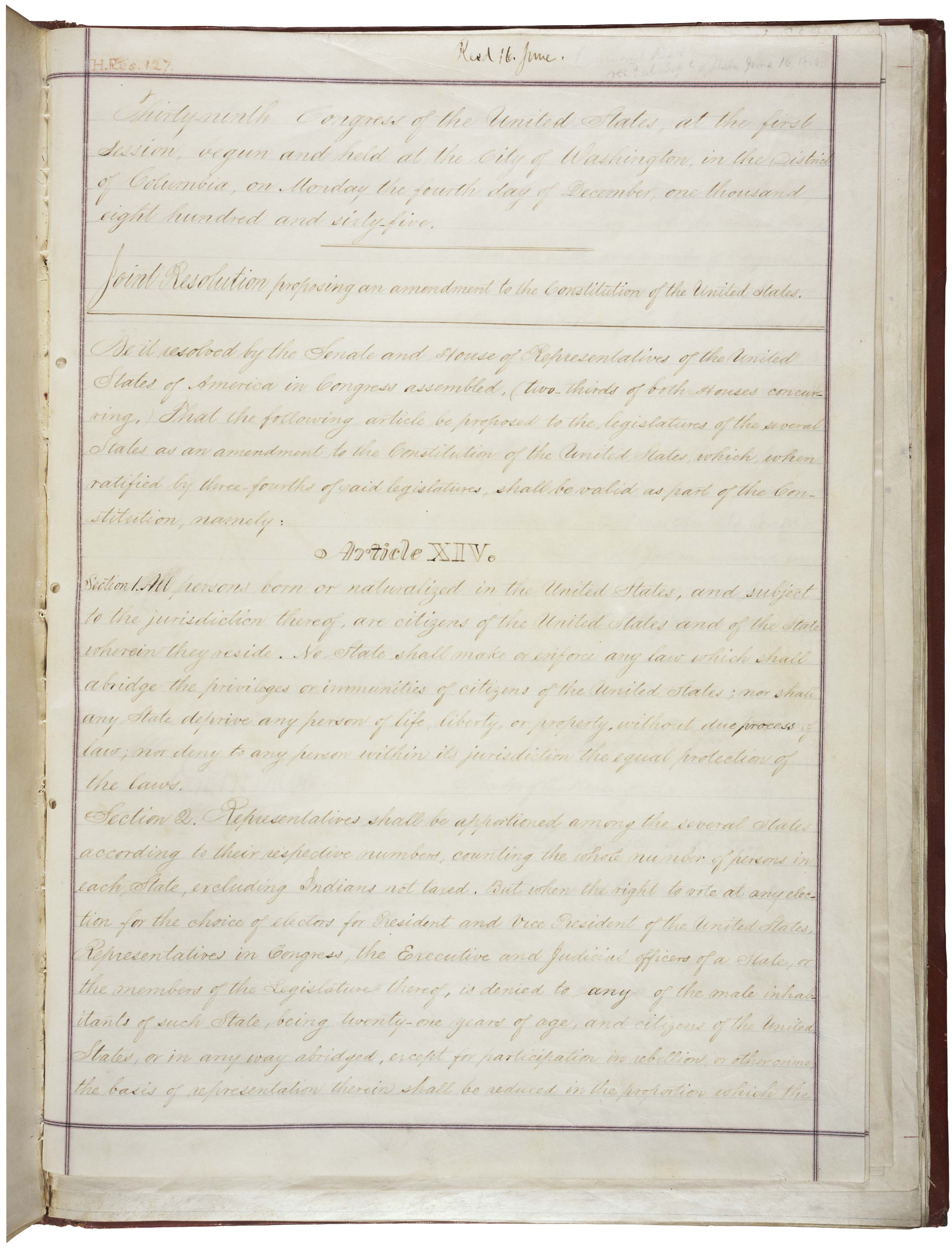
National Archivesのアメリカ合衆国憲法修正第14条

アメリカ合衆国憲法修正第14条（アメリカがっしゅうこくけんぽうしゅうせいだい14じょう、英語: Fourteenth Amendment to the United States Constitution、あるいはAmendment XIV）は、南北戦争後に成立した3つのアメリカ合衆国憲法修正条項（レコンストラクション修正条項群）の1つであり、解放された元奴隷の権利を確保することが意図されたものである。これには適正手続条項や平等保護の条項が含まれている。1866年6月13日に提案され、1868年7月9日に批准された。権利章典の成立以後ではおそらく最も重要な憲法枠組みの変更となった。
この修正条項はアメリカ合衆国の市民としての身分の広範な定義が盛り込まれており、アフリカ系アメリカ人を市民として排除した「ドレッド・スコット対サンフォード事件」の判決を覆すことになった。各州に対しては、その司法権の範囲内で市民に限定せずすべての人（法人を含む。法人の権利能力も参照）に対する法の下の平等の保護を求めている。また、20世紀半ばには「ブラウン対教育委員会事件」のような法的差別を排除するために用いられた。適正手続条項は、プライバシーの権利や妊娠中絶（ロー対ウェイド事件）などの問題に関する重要で議論の多い判例を生むことになった。
レコンストラクション修正条項群の他の2つはアメリカ合衆国憲法修正第13条（奴隷制度の禁止）とアメリカ合衆国憲法修正第15条（人種に基づく参政権付与の禁止）である。アメリカ合衆国最高裁判所判事ノア・スウェインによれば、「これらの修正条項はかなり良く解釈されて新しい「マグナ・カルタ」の品位に達していると言ってもよいかもしれない」と評価された。

## 市民としての身分および公民権
修正第14条の第1節では市民としての身分を定義し、各州には公民権を規定するよう要求している。
1857年の「ドレッド・スコット対サンフォード事件」の判決では、アフリカ系アメリカ人がアメリカ合衆国の市民ではなく、またなり得ないとし、市民に許される特権や免除権を享受できないとしていたが、アメリカ合衆国議会がこれを覆したことになった。1866年の公民権法では既に、アメリカ合衆国で生まれた全ての者に合衆国の市民であることを認めていた。修正第14条の枠組みは、議会の権威でこれに違背する法を通すことを求めて最高裁がこの条項を違憲とすることを防止し、あるいは議会が単に多数決でこの条項を変えることを防止するために、憲法の中にこの原則を置いた。

### 市民としての身分
第1節の規程は、アメリカ合衆国国内で生まれた子供は、ほとんど例外なくアメリカ合衆国市民であるということで解釈されてきた。このようなタイプの保証は「出生地主義」などと呼ばれる。これはヨーロッパやアジアの大半では存在しないが、イギリスの慣習法の一部であり、アメリカ大陸では一般的な原則となっている。
「その司法権に属する」という言葉は、アメリカの大地で生まれたことは自動的に市民であることを認めるという普遍的規則に例外があることを示している。「アメリカ合衆国対ウォン・キム・アーク事件」では、最高裁が「アメリカ合衆国領土内で生まれた者は、本人あるいは両親の国籍に関係なく生まれながらにして市民としての身分を持つ資格がある」と裁定した。この判決において規則の例外とされたのは、外交官、アメリカ合衆国を占領している敵国の軍隊、およびアメリカ州の先住民族が関わる場合のみである。
1898年の「ウォン・キム・アーク」（中国語：黄金徳）の判決（アメリカで黄禍論の強かった時代に中国人両親から生まれた人物が中国に行きアメリカに再入国しようとしたとき、米国市民ではないとして入国を拒まれた事件に対する訴訟）の時には、白人に特別な例を別にすれば出生地主義が認められてきたことから本条項により人種に関係なく中国系の出生者が米国市民と認められるべきだとされたが、「合法な」移民と「違法な」移民との違いが明確でなかった。この判決でもそれに続く判決でも、違法な移民の子としてアメリカ合衆国で生まれた子供が、修正条項に従って生まれながらに市民と認められるか、最高裁は明確には裁定していない。ただし、一般には市民であると認められてきた。幾つかの最高裁の判例では、傍論の中でそのような子供が生まれながらに市民であると暗に認めるか仄めかしている。そのような判例には、「INS対リオス・ピネダ事件」や、「プライラー対ドー事件」がある。それにも拘わらず、アメリカ合衆国議会は立法によってそのような子供をアメリカ合衆国市民から除外できる権限があると主張する者もいる。そのような法案はしばしば議員単独で提案されているが、成立したものはない。
修正第14条では、アメリカ合衆国市民資格の喪失について明確に規定していない。アメリカ合衆国市民資格の喪失は次のような条件下でのみ可能である。
- 帰化の過程で過誤があった場合。実際にこれは市民資格の喪失ではなく、帰化申請およびその移民がアメリカの市民では無かったという宣誓の無効化である。
- 市民資格の自発的放棄。これは国務省が特に制定した放棄手続き、あるいはその他のアメリカ合衆国の市民であることを諦める意思表示の行動で可能となる。

長い間、外国の市民資格の自発的な取得または実行は、アメリカ合衆国市民資格の取り消しの十分な理由と考えられた。この考え方は合衆国と他の国との一連の条約（バンクロフト条約）で確認された。しかし、最高裁は1967年の「アフロイイム対ラスク事件」の判決、および1980年の「バンス対テラザス事件」の判決で覆し、修正第14条の市民資格の条項は議会が市民資格の取り消しを認めるようなことを禁じているとした。

### 公民権および他の個人の権利
アメリカ合衆国議会が修正第14条を通したのは、アメリカ合衆国での奴隷制を終わらせた修正第13条の後で、南部の諸州が黒人法を成立させたことに反応したことでもあった。黒人法は解放奴隷の移動を制限し、訴訟を起こしたり法廷で証言したりすることを防ぐことで、以前の奴隷の状態とあまり変わらない状態に戻す試みであった。
この修正第14条が成立する前は、権利章典が普遍的とまではいかないものの一般的に連邦政府を拘束するものとしてのみ働くと考えられ、州政府には及ばないように見られていた。州と市民の関係および州と他の州との関係は、州憲法とその法律、および州の権限を制限するアメリカ合衆国憲法の条項によってのみ法的な制限が掛けられていた。多くの州はその憲法と法律を連邦政府のものをモデルにしていたが、州憲法は必ずしも権利章典に相当する条項を含む必要は無かった。修正第14条の提案者と初期支持者は、権利章典や他の憲法条項で連邦政府が既に尊重を求められている個人の権利の認識を各州が求められるものと信じていたと見なすに足る理由がある。これらの権利は全て、修正条項で保護された「特権と免除権」の中に入っていると理解される可能性があった。しかし、1873年の「スローターハウス事件」に対する最高裁の判決は修正第14条の及ぶ範囲を制限するものであり、「特権と免除権」条項は連邦政府によって合衆国市民と認められた市民に対する「特権と免除権」に限られるとされた。さらに最高裁は「公民権裁判」で、修正第14条は「州の行動」に限られ、私的な個人や組織における人種差別を違法とする権限は連邦議会にないとした。これらの判決はそれ以後も覆されていないし、実際にその後も数回具体的に確認されてきた。
修正第14条が成立してからの数十年間、最高裁は黒人が陪審員になることを禁じる法律を無効とし（「ストラウダー対ウエストバージニア州事件」）、洗濯事業の規制において中国系アメリカ人を差別する法を無効とした（「イック・ウォ対ホプキンス事件」）。これらは平等保護条項に基づいたものだった。
「プレッシー対ファーガソン事件」では、最高裁は州が相当する施設を提供できれば人種差別を課すことが出来るとした。いわゆる「分離すれど平等」原則の始まりである。「公民権」の中に含められたものに対する民衆の理解は、現代よりも修正第14条が批准された当時はより制限されており、刑事裁判所や民事裁判所、判決、および適用される場合は公務員の有用性における平等な待遇というようなこととされていた。この考え方では、政治的な権利は修正第14条ではなく、修正第15条とその投票権で初めて保証されることになった。社会的な権利は1967年の「ラヴィング対ヴァージニア州裁判」で初めて明確に現れた。この時は反異人種間結婚法を違憲と宣言した。
修正第14条は広範な反差別原則を包含するように意図されているか、少なくとも初期の制限された「公民権」の考え方よりも広く個人の権利を宣言していると主張する者が多い。この観点では、「プレッシー対ファーガソン事件」は平等保護条項の元々の意味合いを制限して適用するようにしてしまった。裁判所は「ベリア・カレッジ対ケンタッキー州事件」でさらに制限するように動き、総合大学が黒人と白人の双方の入学を認めることを禁じることで私的な関係者に州は差別を強いることが出来るとした。20世紀初期までに、平等保護条項は、オリバー・ウェンデル・ホームズ・ジュニア判事が「憲法論議の最後の手段」と片付けるまでにその光を失ってしまった。
裁判所は「分離すれど平等」原則を50年間以上も保持し続けた。しかし、裁判所自体が州によって提供される差別された施設が決して平等ではないことを見出した多くの事件があった。そこへ「ブラウン対トピカ教育委員会事件」が起こった。「ブラウン事件」については南部の白人から反対運動が起こり、連邦裁判所は何十年もブラウン事件判決の拘束力を迂回しようとする試みに反してこれを執行しようとしてきた。この結果、デトロイト（「ミリケン対ブラッドリー事件」）やボストンのような北部の主要都市を含む様々な場所の連邦裁判所によって、多くの議論を呼んだ差別撤廃に向けたバス通学（強制バス通学）の命令が下された。
「ブラウン事件」から半世紀が経ち、裁判所は平等保護条項の及ぶ範囲を女性、外国人および非嫡出子のような歴史的にも不利益を被ってきた他の集団まで拡げてきた。ただし、人種に基づく政府の差別に適用されたものよりいくらか緩やかな適用の仕方である。
1880年代の初めから、裁判所は修正第14条の適正手続条項を個人的な契約に対する基本的な保護を与えるものと解釈し、或る範囲の社会的および経済的規制を禁じてきた。裁判所は修正第14条が「契約の自由」、すなわち雇用主と被雇用者が州の大きな干渉なしに賃金について取引ができることを保護しているとしてきた。1905年の「ロックナー対ニューヨーク州事件」ではパン屋で働く者の最大労働時間を規制する法律を無効にし、1923年の「アドキンス対子供病院事件」では最低賃金の法律を無効とした。しかし、裁判所は幾つかの経済的規制は肯定した。州の禁止法（「マグラー対カンザス州事件」）、鉱山労働者の最大労働時間を宣言する法（「ホールデン対ハーディ事件」）、女性労働者の最大労働時間を宣言する法（「ミューラー対オレゴン州事件」）、および麻薬を規制する連邦法（「アメリカ合衆国対ドレマス事件」）と鉄道ストに対するウッドロウ・ウィルソン大統領の干渉（「ウィルソン対ニュー事件」）である。
裁判所は1937年の「ウエストコースト・ホテル対パリッシュ事件」で「契約の自由」を保護する判例である「ロックナー対ニューヨーク州事件」、「アドキンス対子供病院事件」などの判決を覆した。これはニューディール政策の中にあって、ニューディール政策の立法を違憲とする一連の判決に続いて、フランクリン・ルーズベルト大統領が1937年に司法制度改革法案で脅しをかけた陰での判決であった。実際にこの脅しがロバーツ判事の意見を変えたどうかについて、当時の剽軽者は「ぎりぎりでの変更が9人を救った」とジョークを言ったが、今日でも議論されているところである。ルーズベルトによる最高裁の定数拡大案は廃案となった。
最高裁は、州による経済規制を覆えしうる実体的適正手続についての判例を断固として拒んでいる一方で、過去40年間にプライバシーの権利や幾つかの親権のような個人の多くの「基本的権利」を認めてきた。これらは州が狭い範囲で定義した状況下でのみ規制ができるものであった。実際のところ、修正第14条の提案者と批准した者達が特権と免除権条項で表明した意図の多くを満たす代案を作ってきた。ただしその条項と初期の判決の不一致を認めた訳ではなく、また修正第14条が要求していると見なされる方法で州に対して連邦政府が持っている関連権利を全て取り込むことを選択した訳でもない。
権利章典の州への組み込みという考え方は、十分に実施されることはなかったものの、特権あるいは免除権の条項ではなく適正手続条項という扱いにくいまた予想していなかった手段で、ほとんど全ての権利の適用を各州の権利法案の中に明確に落とし込むために使われてきた。その結果、修正第14条は連邦裁判所がこの分野に介入して適正手続と平等保護の保証を強制できるようにしただけでなく、言論の自由、信教の自由、不合理な捜査や残酷で異常な刑罰からの保護、および他の政府権限に基づく制限といった基本的権利を導入させた。現在、最高裁は、適正手続条項がアメリカ合衆国憲法修正第1条、第4条、第6条および第8条と、第5条の一部を除いた基本的保護をすべて組み込んだと見ている。第5条の一部とは、刑事告発が大陪審起訴手続きに従わねばならないことである。また民事訴訟に関する修正第7条は組み込んでいない。裁判所は適正手続の及ぶ範囲を大きく拡大し、政府が公務員を辞めさせるとき、公立学校から学生を退校させるとき、あるいは生活保護受給者の取り分を減らすときなど、ある種の公聴を要求している。
修正第14条の提案者はそれが選挙権にまで及ぶとは思っていなかったので、さらに修正第15条で投票時の人種差別を禁じた。1962年の「ベイカー対カー事件」と1964年の「レイノルズ対シムズ事件」以降、最高裁は平等保護条項を元に、州議会の議席と選挙区を「一人一票」の原則で割り当てるよう要求している。また、人種が中心議題となった区割りは無効としている。1993年の「ショー対レノ事件」では、サウスカロライナ州が州議会の区割りを決めるにあたって、歴史的に代表数不足となっている地区と平衡させるため黒人多数の地区を作ろうとした計画を禁止した。2006年の「ラテンアメリカ市民連盟対ペリー事件では」、トム・ディレイのテキサス州地区割り計画が意図的にラテン系住民の投票権を侵し、平等保護条項に違反しているとした。しかし、これらの判例はどちらも、政党の勝手な選挙区改定への干渉は拒否し、人種や民族による改訂に反対しているのであって、それらは州の権限の範囲内にあるという見方では一致している。

## 議席の振り分け
修正第14条第2節はアメリカ合衆国下院の議席配分を決めたものであり、基本的に全住民を積算して割り振りを決め、もし州がある人間の投票権を不当に否定するならば、その割り当てを減らすことを決めた。
この節は、アメリカ合衆国憲法第1条で、アメリカ合衆国下院議員数および選挙人数を算出する根拠として奴隷人口の5分の3を足すとしていた条項を覆すことになった。しかし、21歳以上の選挙権を否定した場合にアメリカ合衆国下院議員の数を減らすという規程は一度も実行されなかった。南部の諸州は1965年の選挙権法が成立するまで多くの黒人の投票権を妨げていた。

## 反乱への参加者
第3節は、何らかの公的役職を経験し暴動、反乱あるいは反逆に加わった者は議員や選挙人に選ばれないように規定している。しかし、議会の3分の2以上の賛成でこの制限を除くことができる。しかしこれは遡及的な罰にあたるため、資格剥奪を定めた法はこれまでない。1975年、ロバート・E・リーの市民資格が議会共同提案により、1865年6月13日に遡って回復された。1978年、両院の3分の2以上の賛成により、ジェファーソン・デイヴィスの公職追放が死後解除された。

## 公共負債の有効性
第4節は、アメリカ合衆国が奴隷の損失に対する補償、あるいは南軍によって被った負債を払う必要がないことを確認した。例えば幾つかのイギリスやフランスの銀行が南北戦争中の南軍に貸し付けを行っていた。この修正条項にも拘わらず、アメリカ連合国の債権は額面からは相当に減額された価格で何年も市場で取引されていたが、これはアメリカ合衆国が最終的にそれらを引き受けるという期待があった。
なお、2011年1月から7月にかけて紛糾し、ホワイトハウス・民主党とアメリカ合衆国下院・共和党との政争に発展した連邦債務上限引き上げ問題において、財務省に設けられた特別チームが、第4節前段の適用により債務上限に関係なく財務省証券を発行し続けることが可能かを協議していたことが報道されている。しかしバラク・オバマ大統領は7月6日に「憲法に論点を移すことなど考えるべきでない」とこの議論を批判。7月27日にホワイトハウスは「憲法を引用することで突然借り入れが可能になることはない」との公式見解を示した。

## 施行の権限
1966年の「カッツェンバッハ対モーガン事件」で、アール・ウォーレンはこの節を広く解釈したが、ウィリアム・レンキストは1997年の「ボーン市対フローレス事件」や2001年の「アラバマ大学信託委員会対ガーレット事件」で狭く解釈した。他にも「テネシー州対レイン事件」や「ネバダ州人的資源局対ヒッブス事件」の判例がある。

## 提案と批准
連邦議会は修正第14条を1866年6月13日に提案した。当時合衆国に加盟する州は37であり、アメリカ合衆国憲法第5条に従い、有効となるためには28州以上の批准を必要とした。1868年7月9日までに、28州が批准した。
1. コネチカット州 (1866年6月25日)
2. ニューハンプシャー州 (1866年7月6日)
3. テネシー州 (1866年7月19日)
4. ニュージャージー州 (1866年9月1日)
5. オレゴン州 (1866年9月19日)
6. バーモント州 (1866年10月30日)
7. オハイオ州 (1866年1月4日)
8. ニューヨーク州 (1867年1月10日)
9. カンザス州 (1867年1月11日)
10. イリノイ州 (1867年1月15日)
11. ウエストバージニア州 (1867年1月16日)
12. ミシガン州 (1867年1月16日)
13. ミネソタ州 (1867年1月16日)
14. メイン州 (1867年1月19日)
15. ネバダ州 (1867年1月22日)
16. インディアナ州 (1867年1月23日)
17. ミズーリ州 (1867年1月25日)
18. ロードアイランド州 (1867年2月7日)
19. ウィスコンシン州 (1867年2月7日)
20. ペンシルベニア州 (1867年2月12日)
21. マサチューセッツ州 (1867年3月20日)
22. ネブラスカ州 (1867年6月15日)
23. アイオワ州 (1868年3月16日)
24. アーカンソー州 (1868年4月6日)
25. フロリダ州 (1868年6月9日)
26. ノースカロライナ州 (1868年7月4日、1866年12月14日に一旦拒絶）
27. ルイジアナ州 (1868年7月9日、1867年2月6日に一旦拒絶）
28. サウスカロライナ州 (1868年7月9日、1866年12月20日に一旦拒絶)

しかし、オハイオ州は1868年1月15日に批准の撤回を申し出る決議を通した。ニュージャージー州議会も1868年2月20日に批准を撤回しようとした。ニュージャージー州知事は3月5日に撤回に対して拒否権を使い、議会は3月24日に知事の拒否権を覆した。その結果、1868年7月20日、国務長官ウィリアム・スワードは、撤回が無効であれば修正第14条は憲法に組み入れられると認証した。議会は翌日反応し、修正第14条は憲法の一部であると宣言し、スワードに修正条項の公布を命じた。
一方で他に2つの州が修正第14条を批准した。
1. アラバマ州 (1868年7月13日、批准が知事に「承認」された日付)
2. ジョージア州 (1868年7月21日、1866年11月9日に一旦拒絶)

かくして7月28日、スワードは議会の主張する撤回が無効であるということを確認することなく、無条件で修正第14条は憲法の一部であることを認証した。
その後も批准や撤回があったが、象徴的な意味合いとなった。
1. オレゴン州 (撤回 1868年10月15日)
2. バージニア州 (1869年10月8日、1877年1月9日に一旦拒絶)
3. ミシシッピ州 (1870年1月17日)
4. テキサス州 (1870年2月18日、1866年10月27日に一旦拒絶)
5. デラウェア州 (1901年2月12日、1867年2月7日に一旦拒絶)
6. メリーランド州 (1959年)
7. カリフォルニア州 (1959年)
8. ケンタッキー州 (1976年、1867年1月8日に一旦拒絶)

### 批准に関わる論争
修正第14条の批准については多くの者が憲法第5条に違背していると主張している。例えばブルース・アッカーマンは次のように言っている。
- 修正第14条は、元アメリカ連合国に入っていた州の大半から下院議員も上院議員もいないままに議会に提案された。もしそれらの議員がおれば、修正第14条は成立しなかったと思われる。
- 元アメリカ連合国に入っていた州は憲法第5条の批准条項では数に加えられたが、第1条の議会代議員数には算入されなかった。
- 元アメリカ連合国に入っていた州の批准は真に自由意志ではなく強制されたものである。例えば、多くの元アメリカ連合国に入っていた州は合衆国への再加盟の条件として修正第14条の批准を課された[16]。

1968年、ユタ州最高裁は、修正第14条に基づく合衆国最高裁の判決に対する憤懣を表現するために、人身保護令状の問題を転訛し、修正第14条自体を次のように攻撃した。
ジョージア州では1957年に連邦議会に対するジョージア州嘆願書を採択し、修正第14条の批准の有効性について議論を投げ掛けている。

## 影響力の大きい関連裁判
| - ドレッド・スコット対サンフォード事件 - スローターハウス事件 - 公民権裁判 - Elk v. Wilkins - ストラウダー対ウエストバージニア州事件 - イック・ウォ対ホプキンス事件 - プレッシー対ファーガソン事件 - ロックナー対ニューヨーク州事件 - ベリア・カレッジ対ケンタッキー州事件 - Buchanan v. Warley - Pierce v. Society of Sisters - Powell v. Alabama - Shelley v. Kraemer - ブラウン対トピカ教育委員会事件 - ベイカー対カー事件 - Gideon v. Wainwright - BMW v. Gore - Griswold v. Connecticut - ラヴィング対ヴァージニア州裁判 - ペンシルベニア州知能障害児協会対ペンシルベニア州事件 - Goldberg v. Kelly | - カリフォルニア州住民対原田重吉事件 - ロー対ウェイド事件 - Goss v. Lopez - Board of Regents v. Roth - New Orleans v. Dukes - ローレンス対テキサス州事件 - Gitlow v. New York - Standing Bear v. Crook - Sheppard v. Maxwell - Mississippi University for Women v. Hogan - アメリカ合衆国対ウォン・キム・アーク事件 - United States v. Morrison - アフロイイム対ラスク事件 - コレマツ対アメリカ合衆国事件 - Kolender v. Lawson - Munn v. Illinois - Furman v. Georgia - Gregg v. Georgia - Reitman v. Mulkey - Santa Clara County vs. Southern Pacific Railroad |